# Simonoonops orghidani
Simonoonops orghidani là một loài nhện trong họ Oonopidae.
Loài này thuộc chi Simonoonops. Simonoonops orghidani được miêu tả năm 1987 bởi Dumitrescu & Georgescu.